# Werner Korff
Werner Korff, nemški hokejist, * 18. december 1911, Berlin, Nemčija, † 11. februar 1999, Nemčija. 
Korff je bil hokejist kluba Berliner SC v nemški ligi in nemške reprezentance, s katero je nastopil na enih olimpijskih igrah, na katerih je osvojil bronasto medaljo, in Svetovnem prvenstvu 1934, kjer je prav tako osvojil bronasto medaljo.